# جو بیزرا
جو بیزرا (انگلیسی: Joe Bizera؛ زادهٔ ۱۷ مهٔ ۱۹۸۰) یک بازیکن فوتبال اهل اروگوئه است.
وی همچنین در تیم ملی فوتبال اروگوئه بازی کرده‌است.